# 非政府組織
非政府組織（、英: nongovernmental organization）は、民間人や民間団体のつくる機構・組織であり、国内・国際の両方がある。日本語では、NGO（エヌジーオー）という言葉が、国際的なものとして使われており、「国際協力に携わる組織」や「政府を補完する側面」というような場合に使用される。ただし、英語ではNGOは可算名詞としてみなされているため、原則として「NGOs」と記される。

## 歴史
1815年ウィーン会議で設立されたライン川航行中央委員会は中央ヨーロッパ諸国に限定されるものであったが、1813年健康理事会は欧州諸国に加えオスマン帝国も含むものだった。自国民の安全や利益だけでなく、諸国の共同の福祉を促進し、国際協調というものが、自国にも諸国にも得るものが多いということを人々に認識させてきたのである。
19世紀後半におよそ10のNGOが設立され始めた。NGO自体は国家に対峙して設立されたものではなく、政府と協力して活動を展開した。
例としては国際赤十字であるが、当初はNGOではなく政府間組織であった。スイス人アンリ・デュナンはサルディニアとフランスがオーストリアと闘ったソルフェリーノでの戦闘（1859年）を目の当たりにして著述した『ソルフェリーノでの思い出』（1862年）であり、これがスイス政府を動かし、戦傷者の処遇改善へ向けて国際会議を組織し、1864年には赤十字がジュネーヴで民間主導で組織された。
この会議に出席した諸政府は赤十字団体の活動を認める条約に署名したのである。衛生や健康の分野においても汎米衛生事務局や結核撲滅キャンペーン中央局が1902年に設立された。
第一次世界大戦後、死傷者数の多さなどの反省から組織化という考え方が戦後国際問題に重要な問題とみなされ、国際連盟が制度として成立される。NGOの数は増え続け1929年には478に上る総数の国際組織が上げられたが、そのうち90%は民間機関であった。

## 概要・定義
非営利組織で、慣習的に、国際的に活動するものを非政府組織・（国際）NGOと呼ぶ場合が多い。国際NGOの数は17,000以上に上るといわれ、特に緊急時の援助活動や地域住民の福祉の向上を目的とするものは民間援助団体ともよばれる。赤十字社連盟、国際商工会議所（ICC）、世界労連（WFTU）、国際自由労連（ICFTU）、よく耳にするYMCAや、YWCAなどがある。いずれも本部事務所を持ち、世界に支部をもち、活動国も多くの国々である。ブリュッセルの国際協会連合 の国際団体名鑑の7つの基準によれば、
| 1 | 目的           | 真に国際的な目的を有していること。 |
| 2 | メンバー       | 3か国以上の個人または団体が、完全な投票権を得て会員となっていること。その団体での活動分野での有資格者（団体を含む）に加入が開かれていること。 |
| 3 | 規約           | 規約を有し、管理機関、および役員を会員が定期的に選出すべきこと。本部事務所を有し、活動に継続性があること。                                    |
| 4 | 役員           | 一定期間すべての役員を同一国民が独占している場合には、本部所在地ならびに役員を一定期間ののち、持ち回りとしていること。                        |
| 5 | 財政           | 活動資金の実質部分を3か国以上から得ていること。会員への利益配分を意図しないこと。                                                             |
| 6 | 他団体との関係 | 他団体と正式な関係を持っている場合には、独自の活動をなし、別個の役員をもっていること。                                                        |
| 7 | 活動           | 現在活動していること。 |

国際NGOは国連憲章第71条 の精神から国連憲章における協議資格を持つNGO と 国連憲章における協議資格を持たないNGOがある。国連は経済社会理事会 (ECOSOC) を通して民間団体と協力関係をもつこと。NGOと取り決めを行い、その国の政府と協議のうえ、国内NGOとの間で行うことができる。
NGOの定義
「政府間協定によって成立したものでない国際団体を協議取り決めの対象とし、政府が任命したものを含んだNGOにしても、そのことによって表現の自由が妨げられないことを条件とする。」

### 国連憲章に基づくNGO
国際連合憲章においては、非政府組織（英語ではNGO）は、国際連合と連携を行う民間組織と定義されている（国際連合憲章の当時の日本政府訳（昭和31年条約第26号）では、単に「民間団体」と訳されている）。そのためこの文脈での非政府組織は、国際連合と協力関係にある国際組織と同義と考えられる。実際に、国際連合が連携・協議する国際的な非政府組織は、国際連合NGOとも呼ばれ、国際政治を動かすほどの影響力を持つ。国連はECOSOCを通して民間団体と協力関係を持ち、協議によりNGOとの間に取り決めを行うことがある。国連で実際上除外されているのは、営利団体、政党、基金の類である。

#### 協議上の地位
決議はNGOの協議上の地位を3つに分類している。
- ECOSOCの活動の大半に関心を持ち、国際経済、社会、文化、教育、衛生、科学、技術、人権の分野で国連の目的達成に貢献し、国際的に知名度があり、多くの人々を代表とする。
- ECOSOCの活動分野の若干に関心を持ち、その分野で国際的に知名度があること。人権に関心あるNGOは人権全般に関心を有するものであること。
- 上記2つに該当しないが、ECOSOC、同下部機関ないしその他の国連機関に有益な貢献をすると認められるもの。

#### 協議上の地位停止と撤回
決議は協議上の地位の停止および撤回を定めている。とくに以下の場合3年間地位停止ないし撤回が決定される。
- 秘密裡に政治資金を受領して、これを国連憲章の目的と原則に反する行為のために使用するとき[注 11]
- 国連憲章の原則に違反して、計画的に、実体のない政治行為に従事するとき[注 12]
- 過去3年間に渡ってECOSOCおよび下部機関の事業に何らかの貢献もないとき

#### 人権NGO
全体主義的な人権抑圧主義にある国が戦争を起こしやすいとの見解から、第二次大戦後は人権擁護を基本精神の一部にすることを連合国側は構想していた。人権、基本的自由を尊重する考え方は国連主要目的の柱の一つになった。（国連憲章1条3項）
人権NGOの舞台は、人権委員会である。委員会は43名の政府代表で構成され、3年を任期とする。日本は1982年以来今日までメンバーである。人権委員会は2006年に人権理事会へと改組した。

### 国連憲章に基づかないNGO
現在は国連憲章の枠を超えて ECOSOC 以外の多くの国連諸機関と広範囲で関係するようになってきている。

#### 総会関係
国連憲章の規定にカバーされないNGOの協力に総会関連機関がある。CONGO に代表されるNGOの最大の不満だからである。ナミビア理事会、非植民地化委員会、反アパルトヘイト特別委員会、パレスチナの権利委員会などは通常総会は出席出できるのみの権利しかないことや、すべての下部機関全体について ECOSOC における協議の権利を確保されていないことであり、各機関によって認められた権利は一様でなく、概して消極的なものしか与えられないことなどである。パレスチナについては1983年にICCP が設置された。また、開発のための科学技術委員会（CSTD）  も存在する。大学、研究所、多国籍企業らの広い意味でのNGOとの協力を不可欠と考えて設置された。国際連合環境計画 (UNEP) があり、関連したもので国際湖沼環境委員会(ILEC) がある。国連難民高等弁務官事務所 (UNHCR) もそうである。

#### ECOSOC関係
国際連合児童基金（ユニセフ）執行理事会の手続き規則は、オブザーバーとして次のものを挙げる。
- 総会がオブザーバーの地位を与えた民族団体
- ユニセフでの協議上の地位をもつNGO
- ユニセフNGO委員会
- ユニセフ国内委員会

#### 自由権規約人権委員会
自由権規約人権委員会は ECOSOC 下部機関である人権委員会におけるNGOとの協議とは別個系列で発達した人権通報 というものがある。国内の人権侵害を訴える通報には、内政不干渉の立場を国連はとってきたが、1968年の国際人権会議（テヘラン）を経て人権擁護に深く踏み込み、通報の要件を改定した。「一五〇三手続」 という。これは次のように二分される。
- 市民的及び政治的権利に関する国際規約とその選択議定書によって扱われるべきもの
- 一五〇三の手続き

日本は規約には加入したが、議定書には加入していない。

#### 婦人の地位委員会
1970年に決議一五〇三 (XLVIII) が採択されたことに鑑みて1974年以降通報の審議を中断していたが、1982年通報のための特別委員会が設置された。公権力により拘禁中の女性に対する暴力、強姦、性的虐待、妊婦への手荒い扱いなどがみられ、ECOSOCは関係加盟国に対してこのような暴力をなくすよう早急に適切な措置をするよう求めた。

#### 安全保障理事会関係
安保理事会と軍縮会議も国連憲章の枠を超えた内容になっている。ジンバブエとして1980年に独立する以前の南ローデシア白人少数政権に対する経済制裁に関してである。宗主国のイギリス、欧米諸国らとの経済的結びつきから制裁破りの経済活動が横行した。委員会は制裁破りの活動に関して正確な情報を寄せるよう勧告し、理事会で承認された。1979年9月独立へ向けて制裁会議を開くとの合意が成立し、理事会は制裁解除を決定し1980年4月南ローデシアはジンバブエとして独立を達成した。

## 非政府組織の法人格
上述のとおり、非政府組織は国際的に活動する団体を特に指すことが多い。これは非政府組織と同様に国際的に活動する各国政府や国際機関との対比による。
同一の団体・組織であっても、所属する国内の法人格としてはNPO、国際的な通称としてはNGO（非政府組織）と標榜することが多い。そのため、国際的には非政府組織として認知され、かつ国内法上は非営利団体や特定非営利活動法人として扱われる。
非政府組織の多くは、所属国内の法律において法人種を非営利団体（特定非営利活動法人）、財団としている場合が多いが、法人格として会社であっても非政府組織となり得る。

## 日本に本部を置く国際連合NGO

### 経済社会理事会(ECOSOC)に諮問的地位を有するNGO

#### 総合諮問資格 (General Consultative Status)
- アジア刑政財団
- アムダ(AMDA)
- 国連支援交流協会（本部：ニューヨーク）
- オイスカ
- DEVNET Association

#### 特殊諮問資格 (Special Consultative Status)
- アクセプト・インターナショナル
- アジア女性資料センター
- 喉頭摘出者団体アジア連盟
- 難民を助ける会
- 地球環境行動会議
- GLOBE・JAPAN（地球環境国際議員連盟 /本部：ワシントンDC）
- 国際港湾協会
- 国際婦人年連絡会
- 公益社団法人自由人権協会
- 国際女性の地位協会
- 財団法人家族計画国際協力財団
- 日本弁護士連合会
- 日本友和会
- 財団法人アジア女性交流・研究フォーラム
- 平和市長会議
- 妙智會ありがとう基金
- 特定非営利活動法人ネットワーク『地球村』
- 新日本婦人の会
- 日本国際民間協力会
- ピースボート
- 市民フォーラム2001
- アジア太平洋都市間協力ネットワーク〔CITYNET〕
- 市民外交センター
- 世界被害者学会
- 反差別国際運動(IMADR)
- 神道国際学会
- 日亜文化交流協会 (JACE)
- 国際キャリア支援協会及び日本自然医学会(ICSA&JNMS)

#### ロスター (Roster Consultative Status)
- 世界冬の都市市長会【A1】
- 特定非営利活動法人日本口唇口蓋裂協会【A1】
- アジア太平洋青年連合【A1】
- アジア留学生協力会【A1】
- 日本財団【A1】
- 創価学会インターナショナル【A1】
- 地球環境と大気汚染を考える全国市民会議【A2】
- 国際マングローブ生態系協会【A2】
- 笹川平和財団【A2】

### 国連広報局登録NGO
- アジア太平洋青年連合(*)
- 国際協力推進協会
- 世界義勇消防連盟
- 福岡国際ミズの会
- 不戦兵士の会
- 日本被団協
- 世界冬の都市市長会(*)
- 国際港湾協会(*)
- 国際平和研究学会
- インターナショナル・シントウ・ファウンデーション(*)
- 国際マングローブ生態系協会(*)
- 原水爆禁止日本協議会
- 日本生活協同組合連合会
- 日本青年会議所
- 日本ウエルエージング協会
- 平和市長会議(*)
- 青少年育成国民会議
- 特定非営利活動法人ネットワーク『地球村』(*)
- 日本山妙法寺大僧伽
- オイスカ*
- 大阪青年会議所
- 立正佼成会
- 創価学会インターナショナル(*)
- 戸田記念国際平和研究所
- 東京青年会議所
- 日本国際連合協会
- 世界被害者学会(*)
- 横浜国際人権センター
  - (*) - ECOSOCに諮問的地位を有するNGO

## 代表的な日本の非政府組織
- アムネスティ・インターナショナル日本
- オックスファム・ジャパン
- 財務分析機構（AFA）
- ジャパン・プラットフォーム（JPF）
- シャプラニール＝市民による海外協力の会
- シャンティ国際ボランティア会（SVA）
- ジョイセフ（JOICFP）
- セーブ・ザ・チルドレン・ジャパン（SCJ）
- 難民を助ける会（AAR Japan）
- 日本キリスト教海外医療協力会（JOCS）
- 日本国際ボランティアセンター(JVC)
- 反差別国際運動
- ピースウィンズ・ジャパン
- プラン・インターナショナル・ジャパン
- ワールド・ビジョン・ジャパン
- 日本国際民間協力会（NICCO）
- 国際青年環境NGO A SEED JAPAN（ASJ）

## 国際的な非政府組織
- アムネスティ・インターナショナル（AI）
- 口と足で描く芸術家協会（AMFPA）
- 植物園自然保護国際機構（BGCI）
- 国際建設・林業労組連盟（BWI）
- 国際燃焼機関会議（CIMAC）
- 国際歯科連盟（FDI）
- 世界不動産連盟（FIABCI）
- 国際測量者連盟（FIG）
- 国際薬剤師・薬学連合（FIP）
- 国際自動車技術会連盟（FISITA）
- 国際翻訳家連盟（FIT）
- 公差国際財団（英語版）（FTI）
- 世界情報基盤委員会（GIIC）
- ヒューマン・ライツ・ウォッチ （HRW）
- 国際世界平和教育協会（IAEWP）
- 国際医学検査技師協会（IFBLS）
- 国際鍼灸中医薬学会（IAMTCMS）
- 国際会計基準審議会（IASB）
- 国際航空運送協会（IATA）
- 国際法曹協会（IBA）
- 国際アーカイブズ評議会（ICA）
- 国際段ボール協会（ICCA）
- 国際栄養士会義（ICD）
- 国際化学エネルギー鉱山一般労連（ICEM）
- 国際自由労連（ICFTU）
- 医薬品規制ハーモナイゼーション国際会議（ICH）
- 国際助産師連盟（ICM）
- 国際看護師協会（ICN）
- 国際博物館会議（ICOM）
- 赤十字国際委員会（ICRC）
- 国際科学会議（ICSU）
- 国際教育到達度評価学会（IEA）
- 国際電気標準会議（IEC）
- 国際競技連盟（IF）
- 国際赤十字赤新月社連盟（IFRC）
- 国際会計士連盟（IFAC）
- 国際歯科衛生士連盟（IFDH）
- 財務分析機構（AFA）
- 国際選挙制度財団（IFES）
- 国際ジャーナリスト連盟（IFJ）
- 国際図書館連盟（IFLA）
- 国際ソーシャルワーカー連盟（IFSW）
- 国際ホテル協会（IHA）
- 国際ハーモニカ協会（IHO）
- Institute for International Cooperation and Development (IICD)
- 国際金融協会（IIF）
- 国際港湾倉庫労働組合（ILWU）
- 国際パイロット協会（IMPA）
- 国際視能訓練士協会（IOA）
- 国際オリンピック委員会（IOC）
- 国際救助隊（IRC）
- 国際道路連盟（IRF）
- 国際種子連盟（ISF）
- 国際標準化機構（ISO）
- 国際スノーモービル製造者協会（ISMA）
- 国際東洋医学会（ISOM）
- 国際義肢装具協会（ISPO）
- 世界放射線技師会（ISRRT）
- 国際種子検査協会（ISTA）
- 国際運輸労連（ITF）
- 国際運輸安全連合（ITSA）
- 国際自治体連合（IULA）
- 国際獣医鍼灸学会（IVAS）
- 国際基準美容養生医学会（KBY）
- Kiva （Kiva）
- 世界歴史都市連盟（LHC）
- 国際舟艇製造者協会（NMMA）
- 国際自動車工業連合会（OICA）
- 世界理容美容機構（OMC）
- オックスファム（Oxfam）
- 国際交通安全協会（PRI）
- 国際公務員労連（PSI）
- 太平洋電気通信協議会（PTC）
- 国際海賊党連盟（PPI）
- レインフォレスト・アライアンス（RA）
- ルーム・トゥ・リード （RtR）
- セーブ・ザ・チルドレン（SC）
- 国際銀行間通信協会（SWIFT）
- 世界エスペラント協会（UEA）
- 国際建築家連盟（UIA）
- 国際鉄道連合（UIC）
- 世界洋菓子連盟（UIPCG）
- 世界司厨士協会連盟（WACS）
- 世界動物園水族館協会（WAZA）
- 世界盲人連合（WBU）
- ワールド・セントラル・キッチン（WCK）
- 世界理学療法士連盟（WCPT）
- 世界鍼灸学会連合会（WFAS）
- 世界カイロプラクティック連合（WFC）
- 世界中医学会連合会（WFCM）
- 世界中医薬学会連合会（WFCMS）
- 世界ろう連盟（WFD）
- 世界作業療法士連盟（WFOT）
- 世界スポーツ用品工業連盟（WFSGI）
- 世界ガイド連盟（WFTGA）
- 世界睡眠学会連合会（WFSRS）
- 世界医師会（WMA）
- 世界鉄鋼協会（WSA）
- 世界中医指鍼学会（WSCMZ）
- 世界セルフメディケーション協会（WSMI）
- 世界シェパード犬団体連盟（WUSV）
- 世界獣医学協会（WVA）
- ワールド・ビジョン (WV)
- 世界自然保護基金（WWF）